# شريك متآمر غير متهم
إن الشريك المتآمر غير المتهم أو المتآمر غير المتهم، هو شخص أو هيئة يُزعم أنه في لائحة الاتهام لمشاركته في مؤامرة، ولكن لا يكون متهمًا في نفس لائحة الاتهام هذه. ويختار المدعي العام تسمية الأشخاص بأنهم «شركاء متآمرون غير متهمين» لعدة أسباب مختلفة تشمل منح الحصانة والاعتبارات الواقعية ومخاوف عدم إثبات الاتهام.
يوصي دليل المحامين بالولايات المتحدة بعدم استخدام مصطلح «الشركاء المتآمرين غير المتهمين» عمومًا، بالرغم من أن استخدامه غير محظور بموجب القانون أو السياسة. وقد أثار بعض المعلقين مخاوف من اتخاذ إجراءات قانونية بسبب استخدام مصطلح «شركاء متآمرين غير متهمين». وبالرغم من وجود عدد قليل من القضايا في هذا الشأن، إلا أن الدائرة الخامسة لمحكمة الاستئناف عالجت هذه المخاوف في قضية الولايات المتحدة ضد جون بريغز.
أصبح مصطلح «الشريك المتآمر غير المتهم» مألوفًا في عام 1974 عندما تمت تسمية الرئيس ريتشارد نيكسون باسم الشريك المتآمر غير المتهم على لائحة الاتهام المقدمة من تحقيق ووترغيت. ولم توجه أصابع الاتهام إلى نيكسون بسبب المخاوف حول ما إذا كان دستور الولايات المتحدة يسمح بوضع رئيس حالي على لائحة الاتهام أم لا (انظر امتياز تنفيذي).